# 有沙瞳
有沙瞳（日语：／，8月4日—），前寶塚歌劇團雪組、星組娘役，暱稱「美穂」。出身於三重縣鈴鹿市，曾就讀於鈴鹿高等學校 ，身高161公分，血型O型。

## 簡介
- 2012年，進入寶塚歌劇團[1][2]，98期生[3][4]，同期生有真彩希帆(前雪組主演娘役)、暁千星(現星組二番男役)、瑠風輝(現宙組男役)、天華えま(現星組男役)[4]。初次登台表演是宙組公演『華やかなりし日々(繁華過往)』『クライマックス(高潮)』。2013年，被分配至雪組[4][5][6][7][8]。
- 2014年，擔任『一夢庵風流記前田慶次(改編自隆慶一郎原作小說「一夢庵風流記」)』新人公演女主角[3][5][6][7][8]。翌年擔任寶塚Bow Hall公演『銀二貫(改編高田郁原作同名小說)』女主角[3][5][6][7]。
- 2016年12月26日被改分至星組。翌年『THE SCARLET PIMPERNEL(紅花俠，改編艾瑪·奧希茲原作同名小說)』新人公演她再次擔任女主角[3][6][8]。同年7月梅田藝術劇場、日本青年館公演『阿弖流為-ATERUI-(改編高橋克彦原作小說「火怨北の燿星アテルイ」)』是她第一次擔任東上(東京特別公演)女主角[8][9][10]。2018年梅田藝術劇場、TBS赤坂ACT劇場公演『ドクトル・ジバゴ(齊瓦哥醫生)』再度擔任東上(東京特別公演)女主角[11]。
- 2019年，她第二次擔任寶塚Bow Hall公演女主角，劇目是『龍の宮物語(龍宮物語)』[8][12]。
- 2021年，寶塚Bow Hall、KAAT神奈川藝術劇場公演『マノン(曼儂，改編安東尼·普列沃斯原作小說)』她三度擔任東上(東京特別公演)女主角[8][13]。
- 2023年，梅田藝術劇場、日本青年館公演『Le Rouge et le Noir〜赤と黒〜(紅與黑，改編司汤达原作同名小說)』和詩ちづる共同擔任東上(東京特別公演)女主角[14]。同年8月27日，『1789-バスティーユの恋人たち-(1789 ─巴士底獄的戀人們─)』東京公演結束後退出寶塚歌劇團[8][15]。

## 寶塚歌劇團時期

### 初舞台
- 2012年4-5月 寶塚大劇場 宙組公演『華やかなりし日々(繁華過往)』『クライマックス(高潮)』[16]

### 各組巡迴時期
- 2012年8-11月 宙組公演『銀河英雄伝説@TAKARAZUKA(銀河英雄傳說)』[17]

### 雪組時期
- 2013年4-7月 『ベルサイユのばら-フェルゼン編-(凡爾賽玫瑰-菲爾遜篇』新人公演 飾演:小公女(正式公演:彩月つくし)[18]
- 2013年8-9月 寶塚Bow Hall公演『春雷(改編歌德原作小說「少年維特的煩惱」)』飾演:ミリィ(米莉)[19]
- 2013年11月-2014年2月 『Shall we ダンス?(我們來跳舞)』新人公演 飾演:エミリア(艾蜜莉亞)(正式公演:星乃あんり)『CONGRATULATIONS 宝塚!!(恭喜寶塚!!)』[20]
- 2014年3-4月 梅田藝術劇場、日本青年館 『心中・恋の大和路(心中戀之大和路，改編近松門左衛門原作人形淨琉璃「冥途の飛脚」)』[21]
- 2014年6-8月 『一夢庵風流記 前田慶次(改編自隆慶一郎原作小說「一夢庵風流記」)』新人公演 飾演:まつ(阿松)(正式公演:愛加亞由)『My Dream TAKARAZUKA(我的夢，寶塚)』[22][23]＊第一次擔任新人公演女主角
- 2014年10月 日生劇場 『伯爵令嬢(改編细川智荣子原作漫畫「伯爵千金」)』飾演:アンナ(安娜)[24]
- 2015年1-3月 『ルパン三世-王妃の首飾りを追え!-(魯邦三世-追回王后的項鍊!，改編加藤一彦原作漫畫「鲁邦三世」)』飾演:セラフィーナ(塞拉菲娜) 新人公演 飾演:マリー・ルイーズ(瑪麗・路易絲)(正式公演:星乃あんり)『ファンシー・ガイ!(奇特的傢伙!)』[5][25]
- 2015年5-6月 梅田藝術劇場、TBS赤坂ACT劇場『アル・カポネ-スカーフェイスに秘められた真実-(艾爾·卡彭-疤面煞星背後的真相-)』飾演:アルバート・フランシス・カポネ（ソニー）(阿爾伯特·法蘭西斯·卡彭)/ジェーン(珍)[26]
- 2015年7-10月 『星逢一夜（ほしあいひとよ）』飾演:涼 新人公演 飾演:貴姫(正式公演:大湖せしる)『La Esmeralda（ラ エスメラルダ）(翡翠)』[27]
- 2015年11月 寶塚Bow Hall公演 『銀二貫(改編高田郁原作同名小說)』飾演:真帆/おてつ[28][29][30]＊第一次擔任寶塚Bow Hall公演女主角
- 2016年2-5月 『るろうに剣心(神劍闖江湖)』飾演:關原妙 新人公演 飾演:高荷惠(正式公演:大湖せしる)[7][31]＊第一次擔任每日謝幕領唱的歌姬(エトワール)
- 2016年6-7月 KAAT神奈川藝術劇場、梅田藝術劇場 『ドン・ジュアン(唐璜)』飾演:エルヴィラ(艾維拉)[32]
- 2016年7月28-30日 寶塚Bow Hall 『Bow Singing Workshop〜雪〜』[33]
- 2016年10-12月 『私立探偵ケイレブ・ハント(私家偵探迦勒‧亨特)』飾演:ポーリーン(寶琳) 新人公演 飾演:アデル(阿黛兒)(正式公演:沙月愛奈)『Greatest HITS!』[34]

### 星組時期
- 2017年3-6月『THE SCARLET PIMPERNEL（スカーレット ピンパーネル）(紅花俠，改編艾瑪·奧希茲原作同名小說)』飾演:マリー・グロショルツ(瑪麗・格勞舒茲)、新人公演:マルグリット・サン・ジュスト(瑪格麗特・桑・裘斯特)(正式公演:綺咲愛里)[35][36][37]＊擔任新人公演女主角
- 2017年7-8月 梅田藝術劇場、日本青年館公演『阿弖流為-ATERUI-(改編高橋克彦原作小說「火怨北の燿星アテルイ」)』飾演:佳奈[38][39]＊第一次擔任東上(東京特別公演)女主角
- 2017年9-12月 『ベルリン、わが愛(柏林我的愛)』飾演:ルイーゼロッテ(露易潔洛蒂)、新人公演 飾演:ゲルダ(格爾妲)(正式公演:萬里柚美）『Bouquet de TAKARAZUKA（ブーケ ド タカラヅカ）(寶塚花束)』[40]
- 2018年2月 梅田藝術劇場、TBS赤坂ACT劇場 『ドクトル・ジバゴ(齊瓦哥醫生)』飾演:ラリーサ・ヒョードロヴナ・ギシャール(拉娜)[41][42]＊擔任東上(東京特別公演)女主角
- 2018年4-7月 『ANOTHER WORLD(另一個世界)』飾演:初音、新人公演 飾演:阿漕(正式公演:夢妃杏瑠)『Killer Rouge（キラー ルージュ）(紅色殺手)』[43]
- 2018年8-11月 梅田藝術劇場、日本青年館、國家戲劇院、高雄市文化中心至德堂『Thunderbolt Fantasy（サンダーボルト ファンタジー）東離劍遊紀（とうりけんゆうき）(東離劍遊紀)』飾演:獵魅（リョウミ）『Killer Rouge／星秀☆煌紅』[44]
- 2019年1-3月 『霧深きエルベのほとり(深霧易北河畔)』飾演:シュザンヌ・シュラック(蘇珊‧舒拉克)、新人公演 飾演：ヴェロニカ(貝洛妮卡)(正式公演:英真なおき)『ESTRELLAS（エストレ―ジャス）〜星たち〜(ESTRELLAS ～繁星～)』[45]
- 2019年5月 梅田藝術劇場、日本青年館 『鎌足-夢のまほろば、大和（やまと）し美（うるわ）し-(鎌足-夢中的理想鄉、大和之美)』飾演:皇极天皇[46]
- 2019年7-10月 『GOD OF STARS(GOD OF STARS-食聖)』飾演:タン・ヤン(唐楊)『Éclair Brillant（エクレール ブリアン）(絢麗的閃電)』[47]
- 2019年11-12月 寶塚Bow Hall公演 『龍の宮（たつのみや）物語(龍宮物語)』飾演:玉姫[48][49][50]＊擔任寶塚Bow Hall公演女主角
- 2020年7-9月 『眩耀（げんよう）の谷〜舞い降りた新星〜(眩耀之谷～飛舞而降的新星～)』飾演:春崇『Ray-星の光線-(Ray-星之光束-)』[51]
- 2020年11月 梅田藝術劇場『エル・アルコン-鷹-(七海鷹豪)』飾演: ペネロープ・ギャレット(佩内洛普・加勒特)『Ray-星の光線-(Ray-星之光束-)』[52]
- 2021年2-5月 『ロミオとジュリエット(羅密歐與茱麗葉)』飾演:乳母(奶媽)[53]
- 2021年7月 寶塚Bow Hall、KAAT神奈川藝術劇場 『マノン(曼儂，改編安東尼·普列沃斯原作小說)』飾演:マノン(曼儂)[54][55][56][57]＊擔任東上(東京特別公演)女主角
- 2021年9-12月 『柳生忍法帖(柳生忍法帖，改編山田風太郎原作同名小說)』飾演:天秀尼『モアー・ダンディズム!(More Dandyism!)』＊擔任每日謝幕領唱的歌姬(エトワール)[58]
- 2022年2月 御園座 『王家に捧ぐ歌(獻給王家的歌，改編歌劇阿依達)』飾演:アムネリス(阿姆內麗絲公主)[59][60]
- 2022年4-7月 『めぐり会いは再び next generation-真夜中の依頼人（ミッドナイト・ガールフレンド）-(再次相逢next generation－深夜中的委託人～，改編皮耶·德·馬里沃原作劇本「愛情與偶然狂想曲」)』飾演:ティア・シモニー(蒂亞‧希莫尼)『Gran Cantante（グラン カンタンテ）!!(偉大的歌手)』[61]
- 2022年9月『モンテ・クリスト伯(基度山恩仇記，改編大仲马同名原作小說)』飾演:エロイーズ(愛洛伊絲)『Gran Cantante（グラン カンタンテ）!!』[62]※全國巡迴公演
- 2022年11月-2023年2月 『ディミトリ〜曙光に散る、紫の花〜(徳米特里～在曙光下飄落的紫之花，改編並木陽原作「夕陽之國的魯速丹」)』飾演:バテシバ(拔示巴)『JAGUAR BEAT-ジャガービート-(捷豹)』[63]
- 2023年3-4月 梅田藝術劇場、日本青年館 『Le Rouge et le Noir〜赤と黒〜(紅與黑，改編司汤达原作同名小說)』飾演:ルイーズ・ド・レナール(路易絲・德・雷納)[64][65]＊東上(東京特別公演)雙女主之一
- 2023年6-8月 『1789-バスティーユの恋人たち-(1789 ─巴士底獄的戀人們─，改編法國音樂劇「1789 - Les Amants de la Bastille」)』飾演:マリー・アントワネット(瑪麗·安東妮)[66]＊退團公演

### 寶塚其他表演
- 2018年12月21-22日 梅田藝術劇場 タカラヅカスペシャル2018『Say! Hey! Show Up!!』(2018年Takarazuka Special音樂會「Say! Hey! Show Up!!」)[67]
- 2019年12月21-22日 梅田藝術劇場 タカラヅカスペシャル2019『Beautiful Harmony』(2019年Takarazuka Special音樂會「美妙的和諧」)[68]
- 2022年6月 宝塚ホテル(寶塚飯店) 星組ミュージック・パフォーマンス『ten∞ten TIME』(星組明星集結音樂表演「ten∞ten TIME」)[69]

## 寶塚歌劇團退團後
- 2023年12月22日 東京會館 『彩凪翔 Christmas Dinner Live』(彩凪翔聖誕晚餐秀)
- 2023年12月24日 ホテル椿山荘東京(東京椿山莊酒店)『三ッ矢直生 Xmasディナーショー』(三ッ矢直生聖誕晚餐秀)
- 2024年2月9日 淺草公會堂 『長良グループ創立60周年記念 NAGARA FESTIVAL "NEXT STAGE"』(長良製作成立60周年紀念「長良音樂節:下一代」)
- 2024年2月14日 JZ Brat SOUND OF TOKYO(JZ Brat 東京之聲爵士俱樂部)『有沙瞳 VALENTINE LIVE』(有沙瞳情人節現場表演)
- 2024年4月23、26-30日、5月2、3、5-6、8、10-12日 シアタークリエ(創新劇院)、5月18日 新歌舞伎座、5月24-25日 博多座 ミュージカル『CROSS ROAD～悪魔のヴァイオリニスト パガニーニ～』(音樂劇「十字路口-惡魔的小提琴手帕格尼尼」)飾演:アーシャ(阿西婭)※和加藤梨里香輪流演出
- 2024年5月1日 東京芸術劇場プレイハウス(東京藝術劇場playhouse)『三ッ矢直生GRAND CONCERT』(三ッ矢直生盛大音樂會)
- 2024年7月 博品館劇場『若草物語(小婦人)』飾演:メグ(梅格)
- 2024年7月 寶塚飯店 有沙 瞳 ディナーショー 「M-amour」(有沙瞳晚餐秀「M-amour」)
- 2024年9月 COOL JAPAN PARK OSAKA WWホール(COOL JAPAN PARK OSAKA WW廳)、ステラボール(品川王子大飯店Stellar Ball表演廳)『七色いんこ(七色鸚哥)』飾演:千里萬里子
- 2024年11月 六本木クラップス『有沙瞳 コンサート～大滝ひかるさんをお迎えして～』(有沙瞳音樂會-歡迎大滝ひかる)
- 2025年1月 京都四條南座『初笑い！ 松竹新喜劇 新春お年玉公演』(松竹新喜劇 新春賀歲公演)
- 2025年10月 大阪松竹座 『大阪は踊る!』(隨著大阪起舞)

## 外部連結
- 有沙瞳個人官網 （页面存档备份，存于）
- 長良製作網站有沙瞳簡介 （页面存档备份，存于）
- 有沙瞳instagram
- 有沙瞳推特 （页面存档备份，存于）
- 東京都會電視台網站有沙瞳簡介宝塚カフェブレイク登場人物有沙瞳，存档于Archive.today（存檔日期 20250422）